# Joseph Pauer
Joseph Pauer (* 1758; † 1840) war ein österreichischer Industrieller aus der Steiermark.
Joseph Pauer kaufte im Jahr 1805 die Herrschaft Friedau in der Untersteiermark (heute Ormož in Slowenien) und wurde am 7. Februar 1812 mit dem Prädikat „Edler von Friedau“ in den österreichischen Adelsstand erhoben. 1814 wurde ihm der österreichische Ritterstand verliehen, sein Name war nun Joseph Pauer Ritter von Friedau. Er betrieb Eisenwerke und Verarbeitungsbetriebe. Auf Grund seiner sozialen Einstellung schuf er schon früh für Arbeiter und Bergleute  soziale Einrichtungen, wie Wohnhäuser, ein Werksspital, eine Kantine und eine Schule. In der Hungersnotzeit ab dem Jahr 1810 unterstützte er mit außerordentlichen Geldmitteln und Getreidezuteilungen seine Arbeiterschaft, aber auch die allgemeine Bevölkerung in Graz, im Ennstal, im Liesingtal und im Mürztal. 1819 kaufte der Eisengewerke Franz Ritter von Friedau (d. Ältere) das Radwerk VII (einen Hochofen) im obersteirischen Vordernberg, die Erzrechte nebst Wald und Wiesen. Er nahm damit in der Montanindustrie in den nächsten Jahrzehnten in ganz Europa eine führende Stellung ein. Der ehemalige Standort des Eisenwerkes im südlichsten Teil von Vordernberg heißt heute noch Friedauwerk.
Er gründete unter anderem auch die erste Eisenhütte der Region Weißkrain (heute Bela krajina in Slowenien) in  Gradac nach dem Revolutionsjahr 1848. Ausschlaggebend für diese Gründung waren zum einen der steigende Bedarf an Eisen und Stahl für den Bau der Eisenbahnen. Zum anderen wurden im Zuge der Revolution Hindernisse abgeschafft, die vorher die Gründung von Eisenhütten erschwerten bzw. teilweise sogar unmöglich machten. Dazu gehörten langwierige Genehmigungsverfahren in Wien durch die zuständige kaiserliche Hofbehörde. Nach 1848 konnten sich der Wirtschaftsliberalismus und Kapitalismus in vollem Umfang entfalten. Unter anderem wurden die freie Berufswahl, Gewerbetätigkeit und die Konkurrenz erlaubt. Da es in der Region Bela krajina sowohl Kohlevorkommen, Eisenerz als auch Holz (Wälder) für die Erzeugung von Holzkohle gab, entschied man sich in Gradac die Eisenhütte zu errichten.
Es kam zur Kooperation mit Erzherzog Johann. Joseph Pauer war Major der Landwehr des Erzherzogs und federführend bei Verhandlungen mit den Franzosen in Salzburg. Als größter Erzbergbesitzer trat er 1829 aber nicht in die von Erzherzog Johann gegründete „Radmeister-Communität“ ein (Dies sollte sich 50 Jahre später wirtschaftlich als großer Fehler herausstellen).
Sein einziger Sohn Franz Ritter von Friedau d. Ä. (1786–1849) führte das Unternehmen fort. Dessen Sohn Franz Ritter von Friedau d. J. (1826–1888) war Naturforscher und finanzierte 1851 eine Weltreise für 20 Personen. Darunter Naturwissenschafter, wie der Grazer Zoologe Ludwig Karl Schmarda (1819–1908) oder als Zeichner und Landschaftsmaler Hermann Freiherr von Königsbrunn (1823–1907). 1852 wurde Franz Ritter von Friedau d. J. zum Mitglied der Leopoldina gewählt.